# Noah Kuavita
Noah Kuavita (Borgerhout, 28 juli 1999) is een Belgisch turner.

## Levensloop
Op de Europese kampioenschappen van 2023 in het Turkse Antalya behaalde hij met het Belgisch team (voorts bestaande uit Luka Van den Keybus, Takumi Onoshima, Victor Martinez en Maxime Gentges) een achtste plaats in het teamklassement. Ze behaalden een totaalscore van 243.128 punten.

## Palmares
| Jaar | Wedstrijd | All around | All around | Onderdeel | Onderdeel | Onderdeel | Onderdeel | Onderdeel | Onderdeel |
| Jaar | Wedstrijd | Indiv.     | Team       |           |           |           |           |           |           |
| ---- | --------- | ---------- | ---------- | --------- | --------- | --------- | --------- | --------- | --------- |
| 2022 | WK        | 43e        | 16e        | 64e       | 120e      | 120e      |           | 43e       | 35e       |
| 2022 | EK        |            |            |           | 33e       | 92e       |           | 24e       | 7e        |
| 2021 | WK        | 20e        |            | 40e       | 57e       | 67e       |           | 92e       | 11e       |
| 2021 | EK        | 149e       |            |           |           |           |           |           | 61e       |
| 2019 | WK        | 64e        | 18e        | 131e      | 160e      | 111e      |           | 52e       | 41e       |
| 2018 | WK        | 56e        | 19e        | 28e       | 153e      | 124e      |           | 65e       | 91e       |
| 2018 | EK        | 61e        |            |           | 61e       |           |           | 32e       | 8e        |
| 2016 | EK        | 21e        | 9e         | 85e       | 26e       | 51e       |           | 28e       |           |